# Michelle Early
Michelle Rita Early (Jacksonville, Carolina del Norte; 6 de agosto de 1970), más conocida como Michelle Early o simplemente como Michelle, es una cantante, presentadora y psicóloga estadounidense, radicada por un tiempo en España, donde interpretó las bandas sonoras de varias películas de Disney de comienzos de los años 1990.

## Biografía
Desde su juventud Early ejerció de modelo en diferentes partes del mundo como Estados Unidos o Italia. Early empezó a residir en España en 1991 después de quedar prendada del país durante una visita. Su madre, representante de artistas latinoamericanos, hizo que contactasen con Javier Lozano, quien acabó contratándola tras pasar una prueba. Ese mismo año realizó su primer trabajo, Los rescatadores en Cangurolandia. 
Al año siguiente Early grabó la versión española de la película La bella y la bestia junto a Serafín Zubiri. En 1993 cantaría en esta ocasión el tema de la película Aladdín con Enrique del Pozo y Ricardo Montaner para la versión española e hispanoamericana, respectivamente. Durante ese intervalo de tiempo también actuaría en diversos programas de televisión cantando los temas de dichas películas conjuntamente con Zubiri y Del Pozo hasta 1994. Al año siguiente Early audicionó para cantar el tema de la película Pocahontas, pero al final no fue seleccionada. Su última aparición fue en el programa Destino: Port Aventura en 1996. Su contrato con The Walt Disney finalizaría ese año y a finales de 1997 decidiría volver a su tierra natal para estudiar psicología y psicología clínica. Allí se casaría y tendría dos hijos.

## Discografía

### Álbumes de estudio

#### Michelle(1991)
1. «Bernardo y Bianca»
2. «Ariel»
3. «Somos fuertes»
4. «Aire de vacaciones»
5. «Oliver»
6. «Mira el pingüino»
7. «Los lobitos»
8. «Otro día de escuela»
9. «Chip y Chop»
10. «Siente la magia»

#### Los chicos del club(1992)
1. «La bella y la bestia» (con Serafín Zubiri)
2. «Quizás»
3. «1, 2, 3, qué sol»
4. «No sé qué será»
5. «La tirita»
6. «Supercalifragi vacaciones Eurodisney»
7. «Ciao tío Walt»
8. «Quítame la mano del bolsillo del jersey»
9. «La sirenita/Parte de tu mundo»
10. «Ola azul»
11. «Lo mismo les da»
12. «Los chicos del club»

#### La lámpara maravillosa(1993)
1. «Un mundo ideal» (con Enrique del Pozo)
2. «Clara atrapó una estrella»
3. «Alguien te cuidará»
4. «Chao, playa»
5. «He encontrado una amiga»
6. «Como Bambi»
7. «El payaso»
8. «Ya llegó Navidad»
9. «Sueños»
10. «Colores»

## Filmografía

### Programas de televisión
| Año  | Título                     | Canal     | Notas                              |
| ---- | -------------------------- | --------- | ---------------------------------- |
| 1992 | Viéndonos                  | La 1      | Ella misma                         |
| 1992 | Los domingos por Norma     | Antena 3  | Ella misma                         |
| 1992 | Pasa la vida               | La 1      | Ella misma                         |
| 1992 | Ven a paralelo             | La 2      | Ella misma                         |
| 1992 | Y ahora qué...             | La 1      | Especial de fin de año. Ella misma |
| 1993 | Club Disney                | La 1      | Ella misma                         |
| 1993 | La nave de la alegría      | Telecinco | Especial de Navidad. Ella misma    |
| 1994 | La noche mágica de Aladdín | La 1      | Ella misma                         |
| 1995 | La noche de los castillos  | La 1      | Princesa Ana María                 |
| 1996 | Destino: Port Aventura     | La 1      | Ella misma                         |